# Danmarks ambassade i Dar es Salaam
Danmarks ambassade i Dar es Salaam er Danmarks officielle repræsentation i Tanzania. Ambassadens hovedopgaver omfatter at fremme politisk dialog, støtte danske virksomheder på det tanzaniske marked og yde konsulær bistand til danske borgere i Tanzania. Derudover arbejder ambassaden for at styrke samarbejdet inden for områder som handel, kultur og uddannelse samt at understøtte bæredygtig udvikling og økonomisk vækst i Tanzania.

## Historie
Danmark har været engageret i udviklingssamarbejde med Tanzania siden 1963, hvilket gør landet til Danmarks ældste udviklingspartner. Ambassade blev etableret i 1963, kort efter Tanzanias uafhængighed, hvilket markerede begyndelsen på de diplomatiske forbindelser mellem Danmark og Tanzania.